# Stylochaeton natalensis
Stylochaeton natalensis är en kallaväxtart som beskrevs av Heinrich Wilhelm Schott. Stylochaeton natalensis ingår i släktet Stylochaeton och familjen kallaväxter. Inga underarter finns listade.